# Шакирзянова, Луара Галимзяновна
Луара Галимзяновна Шакирзянова (тат. Луара Галимҗан кызы Шакирҗанова, или Зухра Шакирзян (тат. Зөһрә Шакирҗан); род. 9 июня 1950, Кулле-Кими, Атнинский район, Татарская АССР, РСФСР, СССР) — советский и российский татарский театральный деятель, актриса, режиссёр. Народный артист Республики Татарстан (2010), заслуженный деятель искусств Республики Татарстан (1996). Заведующая музеем Татарского академического театра имени Г. Камала (1984—н. в.)

## Биография
Луара Галимзяновна Шакирзянова родилась 9 июня 1950 года в деревне Кулле-Кими Атнинского района Татарской АССР. Из семьи учителей Галимзяна и Хатиры Шакирзяновых, образованных представителей татарской сельской интеллигенции: отец преподавал физику, мать — немецкий, татарский и литературу. В семье было четверо детей, которых они назвали в честь рек. Старшая сестра — Лена (поэтесса); братья — Амур и Нил.
Начальную школу окончила в селе Нижний Куюк, где отец был директором, а среднюю — в Кулле-Кими. Во время учёбы активно участвовала в школьной самодеятельности, ходила в различные кружки, играла на мандолине, читала стихи, выступала с танцевальными и акробатическими номерами. В 10-м классе прочитала книгу «Весны гонцы» Е. Шереметьевой о девушке, уехавшей в Ленинград и ставшей известной артисткой, после чего решила избрать карьеру актрисы. Окончив школу досрочно в 16 лет, уехала в Казань и поступила в театральное училище. Училась у таких мастеров сцены, как М. Салимжанов, Р. Бикчантаев, Ш. Асфандиярова, Г. Шамуков, А. Хайруллина. Окончив Казанское театральное училище в 1970 году, свою творческую карьеру начала в Татарской государственной филармонии имени Г. Тукая как артистка разговорного жанра и ведущая концертных программ в эстрадной группе З. Басыровой.
В дальнейшем реализовала свою детскую мечту и уехала в Ленинград. В 1973 году окончила актёрский факультет Ленинградского института театра, музыки и кинематографии, где училась в татарской студии. В это время активно знакомилась с наследием русского и зарубежного театра, а её сокурсниками были такие известные в будущем актёры, как И. Ахметзянов, Г. Шарафеев, Ш. Бариев, Р. Абдуллаев, И. Фахрутдинов. В 1973 году была принята в труппу Татарского республиканского передвижного театра (позднее — Татарский театр драмы и комедии имени К. Тинчурина), где работала до 1979 года. Обладая выразительными внешними данными, показала себя одарённой драматической актрисой в главных ролях театрального репертуара того времени, в основном, в амплуа юных героинь, которых воплощала с жизненной правдивостью, многогранностью характера, проникновенным раскрытием психологического образа.
Была известна под сценическим псевдонимом как Зухра Шакирзян, который в дальнейшем стал её вторым именем, наречённым муфтием Р. Гайнутдином. Всего за время работы в театре сыграла такие роли, как Лейла, Зайнаб («После свадьбы» Р. Батуллы), Амина («Финики даром не дают» С. Джамала), Дарина («Вслед за дикими гусями»), Роза («К нам прилетели соловьи» И. Юзеева), Танзиля («Зарок» Т. Миннуллина), Назира («Ошибаешься, Назира» Х. Вахита), Лена («Жениться что-ли?» Ю. Сафиуллина), Тамара («Ситуация» В. С. Розова), Анна Тихоновна («Не было ни гроша, да вдруг алтын» А. Н. Островского), и ряд других. В дальнейшем, по приглашению Исламского общества Финляндии выезжала в Хельсинки, где оказала методическую и практическую помощь любительскому коллективу татарской диаспоры, поставив в качестве рёжиссёра такие спектакли, как «Первый театр» (1991) Г. Камала, «Асылъяр» (1992), «Галиябану» (1993) М. Файзи, «После свадьбы» (1994) Р. Батуллы, которые были также показаны в театре Камала, а последнюю постановку осуществила и в 1995 году в Нью-Йорке (США). 

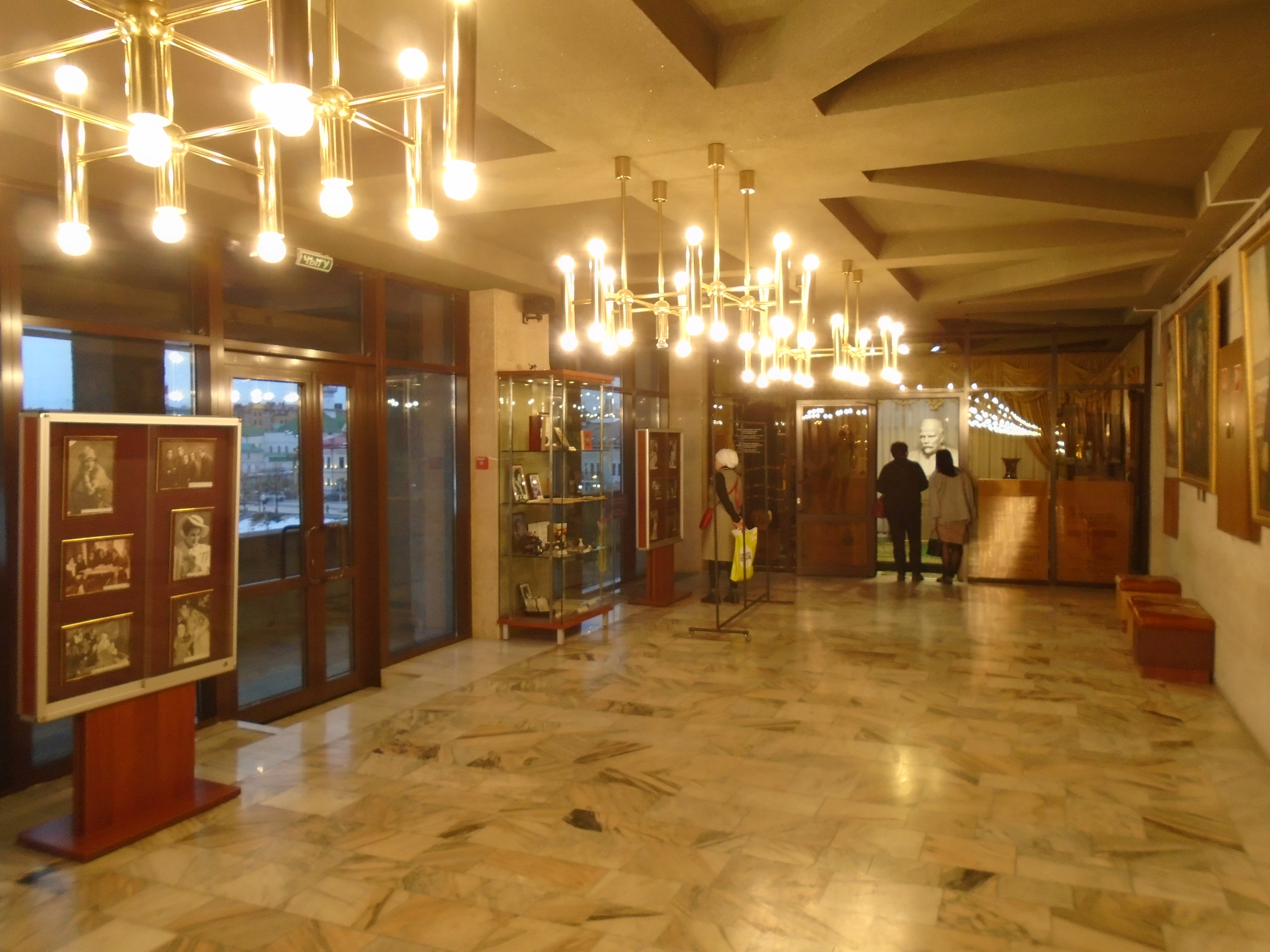
Музей театра Камала, 2022 год

Ввиду усталости от кочевой жизни, однообразности репертуара и отсутствия творческого развития, ушла из передвижного театра и сменила место работы. В 1979—1984 годах являлась старшим инспектором отдела театров в министерстве культуры ТАССР, где вплотную занималась делами театральных объединений республики, организовывала творческие вечера артистов, выступала на радио и телевидении как специалист по татарскому театру. По приглашению М. Салимжанова, в 1984 году перешла на работу в Татарский академический театр имени Г. Камала на пост заведующей театральным музеем, который занимает до сих пор. Как организатор музея, приложила значительные усилия по сохранению театрального архива, фиксации каждодневных событий из жизни театра, является автором статей и буклетов, оформителем и создателем многочисленных выставок о деятелях татарского театрального искусства, приняла деятельное участие в составлении и издании двухтомника об истории, спектаклях и артистах камаловского театра к его 100-летию. Также водит экскурсии по театру, сценическому пространству и закулисью, в мемориальный кабинет Камала.
Одновременно с музейной работой, выступает как режиссёр, сценарист, ведущая концертов Ансамбля песни и танца Республики Татарстан, авторских вечеров театральных актёров, писателей и поэтов, ведущая теле- и радиопередач, посвящённых творчеству деятелей татарского искусства и литературы. Как мастер художественного слова выступает с концертными программами из произведениями татарских писателей поэтов как в городах России и Татарстана, так и зарубежом. Является активным пропагандистом родного языка, татарского театра, национального творчества в целом, прилагая неоценимые усилия для сохранения памяти о выдающихся деятелях татарского искусства. Сама также является поэтом, пишет стихи, переводит произведения русских поэтов на татарский язык. В 2020 году отметила 70-летний юбилей, в связи с чем в театре Камала прошёл творческий вечер.

## Награды
- Почётное звание «Народный артист Республики Татарстан» (2010 год)[2].
- Почётное звание «Заслуженный деятель искусств Республики Татарстан» (1996 год)[19].
- Благодарность президента Республики Татарстан (2020 год)[20].
- Почётная грамота Управления культуры Исполнительного комитета г. Казани (2020 год)[21].
- Премия имени Дамира Сиразиева[тат.] (2009 год)[22].

## Личная жизнь
В период работы в тинчуринском театре влюбилась в одного из молодых актёров труппы, однако семью создать не удалось по причине его пристрастия к алкоголю. В зрелом возрасте приобщилась к религии, начала читать коран, совершать намаз.